# Columbia Encyclopedia

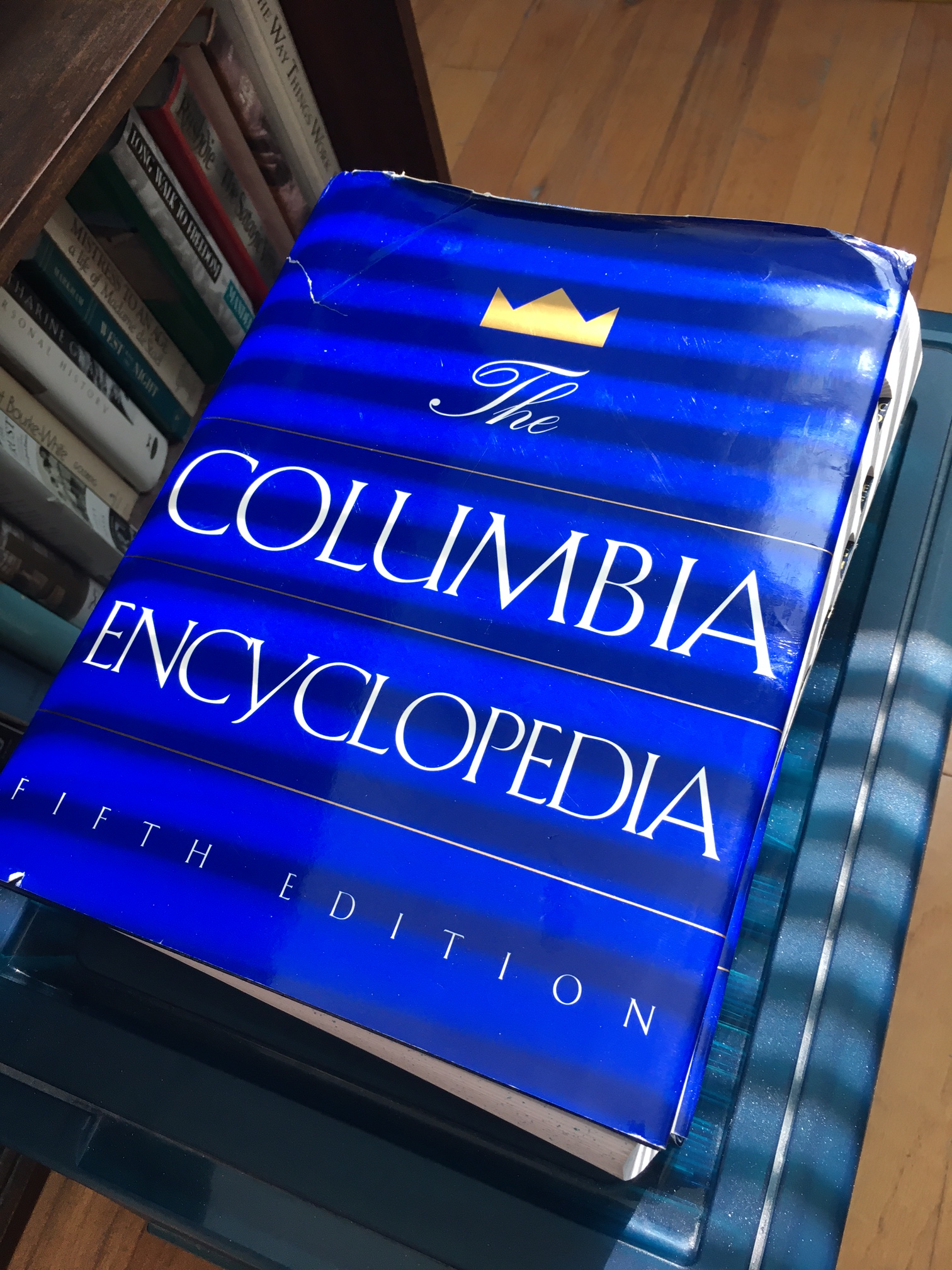
La cinquième édition de la Columbia Encyclopedia.

La Columbia Encyclopedia, dont la première édition date de 1935, est une encyclopédie en langue anglaise publiée par les Columbia University Press. Elle a connu des révisions majeures en 1950 et 1963. Sa dernière édition, la sixième, a été imprimée en 2000. Elle comprend plus de 51 000 articles composés de quelque 6,5 millions de mots.
Une version électronique de l’encyclopédie est disponible sur le World Wide Web. Elle y est distribuée par plusieurs sociétés, comme Answers.com, HighBeam Research (Encyclopedia.com) ou encore Yahoo. Cette édition, qui est balisée en SGML, est mise à jour sur une base trimestrielle et contient plus de 84 000 hyperliens de références croisées. Contrairement à beaucoup d'autres grandes encyclopédies en langue anglaise, l'ensemble de son contenu est disponible en ligne gratuitement pour les utilisateurs privés.